# Jean-Yves Thibaudet
Jean-Yves Thibaudet (Lyon, Francia; 7 de septiembre de 1961) es un pianista francés, reconocido por sus interpretaciones de compositores franceses como Claude Debussy, Maurice Ravel, Erik Satie, entre otros. En 2012 le fue concedida la Orden de las Artes y las Letras por parte del gobierno francés. También es reconocido por sus interpretaciones en las bandas sonoras de las películas Orgullo y prejuicio (2005), Extremely Loud & Incredibly Close, Wakefield y Atonement (2007).

## Estudios y comienzos
Jean-Yves Thibaudet nació en Lyon, Francia, de padres músicos no profesionales. Su padre tocó el violín y su madre, de origen alemán y pianista aficionada, introdujo el instrumento a Jean-Yves.
Thibaudet entró en el Conservatorio de Lyon a la edad de cinco años y empezó a estudiar el piano con varios profesores prominentes. Hizo su primera actuación en público a la edad de siete años. Ganó la medalla de oro del Conservatorio en 1974, con doce años y posteriormente entra en el Conservatorio de París, donde estudia con Aldo Ciccolini y Lucette Descaves. Tres años más tarde gana el Primer Premio del Conservatorio y, a la edad de 18 años, gana las Young Concert Artists Auditions en Nueva York.

## Carrera
Ha actuado con la mayoría de las orquestas sinfónicas principales del mundo, incluyendo la Orquesta Real del Concertgebouw, la Orquesta Sinfónica de Chicago, la Orquesta Sinfónica de Boston, la Orquesta de la Gewandhaus de Leipzig, Orquesta Filarmónica de Los Ángeles y la Orquesta Nacional de Francia, entre otras. También actúa en las salas de concierto mayores de Europa y América del Norte y viaja frecuentemente para actuar en Australia, donde tiene un gran número de seguidores. Fue introducido en el Hollywood Bowl Hall of Fame en 2010. Su virtuosismo es tal que incluso impresionó al gran Vladimir Horowitz, quién oyó en la radio a Thibaudet tocando a Liszt y lo consideró "asombroso."
Entre sus colaboradores en actuaciones y registros están la soprano Renée Fleming, las mezzosopranos Cecilia Bartoli y Angelika Kirchschlager, el viola Yuri Bashmet, los violinistas Joshua Bell y Julia Fischer, los violoncelistas Truls Mørk, Daniel Müller-Schott y Gautier Capuçon y el Cuarteto de Cuerda Rossetti. También encargó un concierto de piano a James MacMillan, que estrenó con la Orquesta de Minnesota en 2011.
Thibaudet ha hecho más de 50 registros, la mayoría para la etiqueta británica Decca Records. Es particularmente reconocido por sus interpretaciones de música clásica francesa pero también ha hecho incursiones en el mundo del jazz, tocando arreglos y transcripciones de improvisaciones en los CD Conversaciones con Bill Evans (1997) y Reflexiones sobre Duke (1999).
Thibaudet es también conocido por sus registros de transcripciones de ópera. En 1993 graba arreglos de extractos de óperas realizados por Franz Liszt y Busoni. En 2007 Thibaudet publicó un CD titulado Aria: Ópera Sin Palabras, en qué selecciona muchas de sus arias y oberturas favoritas, incluyendo algunas de sus propias transcripciones y otras de Yvar Mikhashoff. Desde entonces ha grabado un disco con los Conciertos de Piano Nos 2 y 5 de Camille Saint-Saëns (con Dutoit y la Orquesta de la Suisse Romande, publicado en octubre de 2007) y un disco de las obras de Gershwin para piano y orquesta con arreglos de Ferde Grofé ( 2010).
Thibaudet también ha grabado composiciones de los compositores  Addinsell, Brahms, Chopin, Debussy, d'Indy, Grieg, Liszt, Mendelssohn, Messiaen, Claus Ogerman, Rajmáninov, Ravel, Satie, Schumann y Richard Strauss, entre otros.
Toca en las bandas sonoras originales de las películas The Portrait of a Lady, Bride of the Wind, Pride & Prejudice, Extremely Loud, Incredibly Close y Atonement, galardonado con el Academy Award for Best Original Score.

## Discografía selectiva
- Claude Debussy: Œuvres pour piano, vol. 1 y vol. 2 (Decca, 1996 y 2000)
- George Gershwin : Rhapsody in Blue, Concerto pour piano avec l'Orchestre symphonique de Baltimore, dir. Marin Alsop (Decca 2010)
- Felix Mendelssohn : Concertos pour piano 1 & 2, Variations sérieuses, Rondo capriccioso con la Orchestre du Gewandhaus de Leipzig, dir. Herbert Blomstedt (Decca, 2001)
- Maurice Ravel : Œuvres pour piano (2 CD, Decca, 1992)
- Serguéi Rajmáninov : Concertos pour piano n° 1 et 3, avec l'Orchestre de Cleveland, dir. Vladimir Ashkenazy (Decca, 2012)
- Erik Satie : Œuvres pour piano (5 CD, Decca, 2002)
- Richard Strauss : Burlesque pour piano et orchestre, 2 valses du Chevalier à la rose, Capriccio sextet con la Orchestre du Gewandhaus de Leipzig, dir. Herbert Blomstedt (Decca, 2005)
- "Aria: opera without words" - transcripciones y arreglos de aires de opéras de Saint-Saëns, Puccini, Bellini, Gluck, Strauss, Wagner, Korngold (Decca, 2007)

## Vida personal
Él y su pareja Paul tienen casas en Los Ángeles y París y a menudo viajan juntos; Thibaudet no acepta invitaciones a no ser que su socio sea también invitado.
Su atuendo de concierto está diseñado por Vivienne Westwood a quien primero consultó sobre la presentación de su actuación en los Proms de Londres, en 2002.
En 2001, la República Francesa nombró a Thibaudet Chevalier de l'Ordre des Artes et des Lettres y en 2012 fue elevado al grado de Officier.